# Герб Пронска
Герб муниципального образования «Пронское городское поселение» — административного центра Пронского района Рязанской области Российской Федерации.
Герб утверждён решением Совета депутатов муниципального образования — Пронское городское поселение № 32 от 22 сентября 2011 года.
Герб внесён в Государственный геральдический регистр под регистрационным номером 8367.

## Описание герба
«В серебряном поле на зелёном холме — большой старый зелёный с чёрным стволом дуб. В золотой вольной части со скруглённым углом — старинная зелёная княжеская шапка с чёрной собольей опушкой, над которой — золотое украшение („городок“) с зелёным самоцветным камнем. Щит увенчан муниципальной короной установленного образца».— Положение о гербе

## История герба

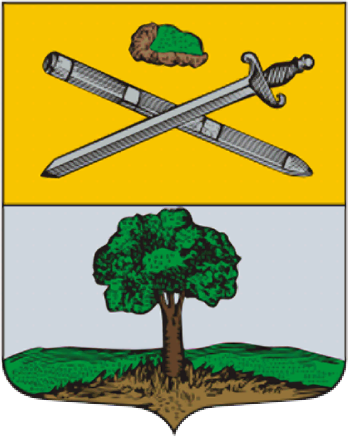
Исторический герб Пронска (1779 год)

Исторический герб Пронска был Высочайше утверждён 29 мая (9 июня) 1779 года императрицей Екатериной II вместе с другими гербами городов Рязанского наместничества (ПСЗРИ, 1779, Закон № 14884). В приложении к Закону № 14884 «Рисунки гербов Рязанского наместничества» указана более ранняя дата Высочайшего утверждения герба — 29 марта (9 апреля) 1779 года. Вероятнее всего, ранняя дата — ошибка, которая появилась в приложении «Полного собрания законов Российской империи» в 1843 году при составлении специального тома с литографированными изображениями всех городских и губернских гербов.
Подлинное описание герба Пронска гласило:

«В 1-й части щита, в золотом поле, часть герба Рязанского: „серебряной мечъ и ножны, положенные на крестъ, надъ ними зелёная шапка, какова на Князѣ въ Намѣстническомъ гербѣ“.

Во 2-й части щита въ в серебряномъ полѣ большой старый дубъ, означающій изобиліе въ лесах около сего города».
Герб Пронска был составлен в Герольдмейстерской конторе под руководством герольдмейстера статского советника А. А. Волкова.

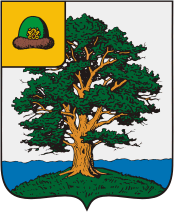
Герб Пронского района (1997 год)

В 1862 году, в период геральдической реформы Кёне, был разработан проект нового герба уездного города Пронска Рязанской губернии (официально не утверждён):
«В серебряном щите зелёный дуб. В вольной части герб Рязанской губернии. Щит увенчан серебряной стенчатой короной и окружён золотыми колосьями, соединёнными Александровской лентой».
В советский период исторический герб Пронска в официальных документах не использовался.
27 марта 1997 года решением Пронской районной Думы был утверждён герб Пронского района, который был создан на основе исторического герба Пронска: «Герб Пронского района представляет собой геральдический щит с соотношением основания к высоте равным 8:9, горизонтально разделённый на две почти равные части. В верхней части в золотом (жёлтом) поле в знак административной принадлежности Пронского района к Рязанской области помещена часть Рязанского герба: положение накрест серебряный меч и темные (черные) ножны, а над ними старинная зелёная княжеская шапка, отороченная чёрным мехом и обращённая вправо. В нижней части в серебряном (белом или светло-сером) поле посередине помещён большой старый дуб, стоящий на взгорке, поросшем зелёной травой. Дуб означает прежнее изобилие района в лесах. На заднем плане за дубом голубоватая лесная даль».
Таким образом был восстановлен герб Пронска 1779 года, но без рязанской верхней части, в качестве официального символа Пронского района. Рисунок герба был выполнен художником М. Шелковенко.
Герб района был внесён в Государственный геральдический регистр Российской Федерации под номером 218. 31 июля 1997 года Решением Пронской районной Думы от № 77 Положение о гербе района было изменено и стало геральдическим.
22 сентября 2011 года был утверждён ныне действующий герб Пронского городского поселенияю Автор реконструкции герба — М. Шелковенко